# Dampf Rundum
Dampf Rundum (på dansk Damp Rundt Om, altså ≈ Damp rundt omkring el. Damp over det hele) er en festival for dampskibe og dampteknik, som afholdes hvert andet år i en weekend i juli-måned ved havnen i Flensborg. Festivalen giver besøgende muligheden for at opleve historiske dampskibe, lokomobiler og andre dampdrevne maskiner. Der er dampskibe fra flere lande, fra Danmark bl. a. dampskibet Skjelskør. Byen Flensborg er repræsenteret af salondamperen Alexandra. Tidligere deltog også damplokomotiver på havnebanens spor. Ved skibbroen mellem havnespidsen og byens museumshavn er der teknik-udstillinger, madboder og musikscener (damp-mil), blandt andet optræder shantykor. Damp Rundt Oms højdepunkt er en kapsejlads med flere historiske dampskibe (Damper race).
Festivalen arrangeres af byens historiske havn.

## Billeder
- Dampskibe Gesine, Jonny og Alxandra (fra 2013)
- Fyrskibet Fehmarnbelt med valsemøllen i baggrunden (fra 2007)
- Damper Mathilda (fra 2013)
- Dampskibet Thor (fra 2007)
- Dampdrevne maskiner (fra 2019)
- Damplokomotiv (fra 2007)